# Hodža
Hodža je stariji religijski naslov koji se koristi za muslimanske svećenike, religijske učitelje, i predavače u medresama. Također može biti i naslov rektora u istoj školi. Naslov etimološki dolazi od turskog hoca ili hace, što pak vodi podrijetlo od perzijskog ḫāǧe. U Osmanskom carstvu ovaj naslov se dodavao nakon prezimena kao afiks; npr. Ali-hodža ili Husein-hodža. Naslov je i danas u uporabi između ostalih kod Bošnjaka u BiH i Sandžaku.
Spada u stalež ulema, vjerskih učenjaka, odnosno u vjersku duhovnu inteligenciju. U osmanskoj državi predstavnici te inteligencije bili su osobe vrlo istaknute uloge u društvu.